# Australoconops fulvitarsus
Australoconops fulvitarsus är en tvåvingeart som beskrevs av Schneider 2010. Australoconops fulvitarsus ingår i släktet Australoconops och familjen stekelflugor. Inga underarter finns listade i Catalogue of Life.